# María Josefa Gertrudis Böhl von Guttenberg
María Josefa Gertrudis Böhl von Guttenberg, död 1723, var en spansk hovfunktionär. 
Hon var hovdam åt Spaniens drottning Maria Anna av Neuburg. Hon var känd som den inflytelsrika drottningens personliga vän, förtrogna och gunstling och var som sådan en kontroversiell gestalt. 